# Whitehouse (Ohio)
Whitehouse – wieś w Stanach Zjednoczonych, w stanie Ohio, w hrabstwie Lucas.